# Kero Blaster
Kero Blaster (ケロブラスター) est un jeu vidéo d'action et de plates-formes développé par Studio Pixel et édité par Playism, sorti en 2014 sur Windows, PlayStation 4 et iOS.

## Accueil
- Canard PC : 8/10[1]
- Destructoid : 9/10[2]
- TouchArcade : 5/5[3]